# Charles Merveilleux du Vignaux
Pour les autres membres de la famille, voir Merveilleux du Vignaux.
Charles Merveilleux du Vignaux, né le 22 août 1908 à Bourges et mort le 24 août 2006 à Iteuil (Vienne), est un haut fonctionnaire français, qui fut le secrétaire général de la présidence de la République française pendant le mandat présidentiel de René Coty, du 18 janvier 1954 au 8 janvier 1959.

## Biographie

### Jeunesse et études
Charles Merveilleux du Vignaux est le fils de Etienne Merveilleux du Vignaux, lieutenant au 15e régiment d'artillerie de forteresse à Saint-Servan (1898) et lieutenant-colonel d'artillerie lourde. Il est le petit-fils de François-Charles Merveilleux du Vignaux et le neveu de  Bernard Carra de Vaux-Saint-Cyr.
Charles Merveilleux du Vignaux effectue ses études secondaires à la faculté de droit de l'université de Poitiers, où il obtient une licence de droit. Il part ensuite étudier à l'Institut catholique de Paris puis à l'université de Paris ainsi qu'à l'École libre des sciences politiques, dont il sort diplômé de la section Finances publiques. Il y côtoie notamment Pierre de Calan, avec qui il devient ami.
Il obtient son doctorat en droit à Paris en 1931. Il est, durant ses études, membre de la Conférence Olivaint. Il prépare le concours de la Cour des comptes à Sciences Po, et a comme enseignants Wilfrid Baumgartner et Maurice Couve de Murville.

### Parcours professionnel
Le 21 juin 1940, servant alors comme capitaine d'artillerie dans un régiment nord-africain, il est fait prisonnier.
Il échoue deux fois au concours de l'Inspection générale des finances. Il obtient finalement la Cour des comptes, où il devient conseiller maître. Il est directeur à l’administration centrale du ministère de la reconstruction et de l'urbanisme, et directeur de cabinet de René Coty en 1947-1948, alors ministre de la reconstruction et de l'urbanisme.
Il devient ensuite avocat général près la Cour des comptes et conseiller technique au cabinet de Georges Bidault, vice-président du Conseil puis ministre des Affaires étrangères.
Il est le secrétaire général de la présidence de la République française pendant le mandat présidentiel de René Coty, du 18 janvier 1954 au 8 janvier 1959.
En mai 1958, il est envoyé à Colombey-les-Deux-Églises pour régler avec le général de Gaulle les conditions de son retour au pouvoir.
Il devient président de chambre à la Cour des comptes.
Il est président du comité central de rénovation rurale, président du Bureau de vérification de la publicité jusqu'en 1983. Il est nommé à la commission de privatisation en 1986.